# Ptazeta
Zuleima del Pino González González (Arucas, Las Palmas, 8 de octubre de 1998), conocida artísticamente como Ptazeta, es una rapera y cantante española.

## Biografía
Zuleima González González nació en la isla Gran Canaria de Arucas, en las Islas Canarias, el 8 de octubre de 1998.A los 12 años aprendió a tocar la trompeta, participó en varias competiciones de batallas de gallos antes de comenzar a subir sus canciones en Instagram, ganado paulatinamente popularidad en las redes.
Saltó a la fama en el panorama musical español en el año 2020 con su sencillo «Mami» junto a Juacko, cuyo vídeo musical cuenta con más de 30 millones de reproducciones en YouTube. En octubre de 2021 colaboró con el productor argentino Bizarrap en la «Ptazeta: Bzrp Music Sessions, Vol. 45», que alcanzó el puesto 21 en la Argentina Hot 100 y fue certificado disco de platino por PROMUSICAE.
El 18 de febrero de 2022 publicó su primer álbum de estudio, titulado The Party en la Casa. En mayo de 2022, firmó un contrato discográfico con Interscope Records. Ha colaborado con Villano Antillano, L-Gante, Lola Índigo y Lit Killah.
Ptazeta es abiertamente lesbiana e incorpora letras queer en sus trabajos, como parte de su activismo LGBT.
El 21 de junio de 2024 sacó su segundo álbum Gorgona.

## Discografía

### Álbumes
| Título               | Detalles del Álbum                                                                                         | Posiciones en listas musicales | Ventas | Certificaciones |
| Título               | Detalles del Álbum                                                                                         | ESP                            | Ventas | Certificaciones |
| -------------------- | --- | ------------------------------ | ------ | --------------- |
| The Party en la Casa | - Publicación: 18 de febrero de 2022 - Discográfica: Real Key Records - Formatos: CD, LP, Descarga digital | 98                             |        |                 |
| Gorgona              | |                                |        |                 |

### Sencillos
- Dura (One Shot) (2019)
- Tu Cuerpo (2019)
- Mami (2020), con Juacko
- Todo Bien (2019), con Juacko

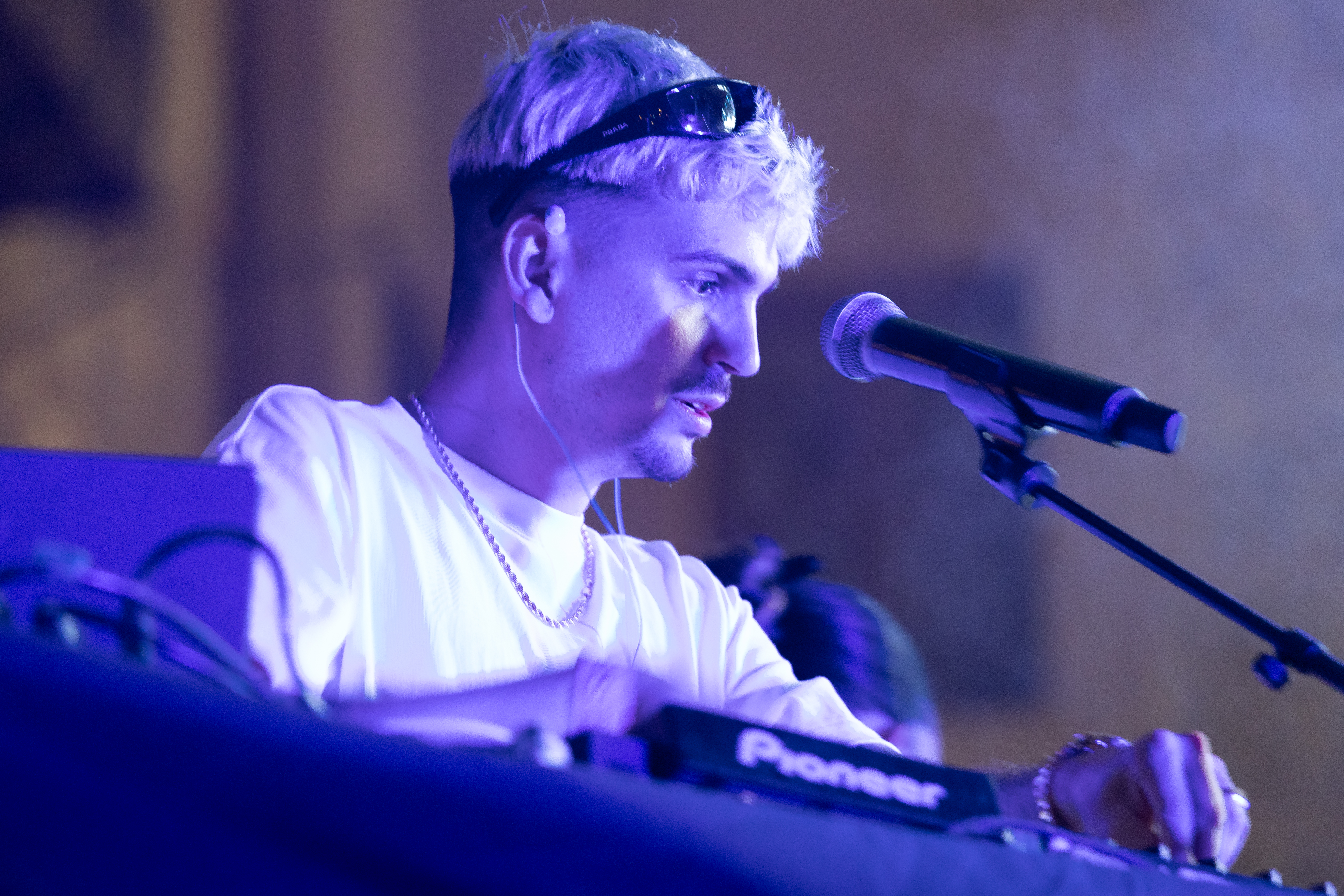
Juacko en un concierto de Ptazeta en Madrid.

- Mensaje Enviado (2019), con Juacko
- Déjate Ser (2020), con Juacko
- Be Yourself (2020), con Juacko
- Ayer la Vi (2020), con Juacko
- Lo Que Vivo (2020), con Juacko
- Mi Huella (2020), con Juacko
- No me Llores (2020), con Juacko
- Trakatá (2021), con Farina
- Cha Cha (2021), con Foyone
- Me Llama (2021), con Juacko
- Estoy Bien (2021), con Juacko
- Niveles (2021), con Juacko
- Ri Ri (2021)
- Home (2021), con Juacko
- Cae la Noche (2022), con Juacko
- Tilín (2022), con Juacko
- Input (2022), con Juacko
- Que Voy a Hacer (2022), con Juacko
- Azúcar (2022), con Juacko
- Mujerón (2022), con Villano Antillano
- Ponte Pal XXX (2022)
- Desacatá (2022), con L-Gante
- Mala Mala (2022)
- MFD (2023)
- Tiki Tiki (2023), con Lola Índigo
- La Respuesta (2023), con Lit Killah
- Relajao (2023)
- No me jalan (2023)
- Toto (2023)
- A Oscuras (2024), con Lali
- Si es contigo sí (2024)
- Rápido (2024), con West Dubai
- Ha pasado tiempo (2024) con Ingratax
- Do you love me? (2024), con Lucho RK
- Moncler (2024), con Camin
- Todos Miran (2024)
- Gorgona (2024)
- A las 12 (2024), con Omar Montes
- Matahari (2024)
- Toa (2024)
- Cuero (2024)
- UAE (2024)
- N'Golo (2024)
- Descapotao (2024)

## Premios y nominaciones
| Año  | Premio             | Categoría                  | Nominados                                                                 | Resultado | Referencia |
| ---- | ------------------ | -------------------------- | ------------------------------------------------------------------------- | --------- | ---------- |
| 2025 | Premios Lo Nuestro | Mejor combinación femenina | 5 Babys (Ella junto a Kimberly Loaiza, Fariana, Bellakath y Yami Safdie.) | Nominadas | [ 31 ]     |